# Rhyacophila nevada
Rhyacophila nevada är en nattsländeart som beskrevs av Schmid 1952. Rhyacophila nevada ingår i släktet Rhyacophila och familjen rovnattsländor. Inga underarter finns listade i Catalogue of Life.